# Maria Gostyńska-Jakuszewska
Maria Gostyńska-Jakuszewska (ur. 22 kwietnia 1929, zm. 14 maja 2022) – polska uczona, specjalizująca się w botanice, taksonomii,  geografii i ekologii roślin naczyniowych oraz ochronie przyrody. Doktor habilitowana nauk biologicznych, badaczka i dydaktyk na Uniwersytecie Przyrodniczym w Poznaniu oraz w Instytutach Dendrologii i Botaniki Polskiej Akademii Nauk.

## Życiorys
Studia biologiczne pierwszego stopnia ukończyła w 1953 roku na Uniwersytecie Mikołaja Kopernika w Toruniu. Naukę kontynuowała na Uniwersytecie Poznańskim, gdzie w 1955 uzyskała tytuł magistra.
Stopień naukowy doktora uzyskała w 1961 na Uniwersytecie Mikołaja Kopernika w Toruniu, a habilitację w 1974 roku na Uniwersytecie im. Adama Mickiewicza w Poznaniu.
W latach 1954–1956 zatrudniona na stanowisku asystenta w Katedrze Botaniki Leśnej Uniwersytetu Przyrodniczego w Poznaniu (wówczas Wyższej Szkoły Rolniczej w Poznaniu). Następnie w latach 1956–1975 pracowała jako starszy asystent, adiunkt i docent w Instytucie Dendrologii Polskiej Akademii Nauk w Kórniku. Od 1975 do 1991 roku współpracowała z Instytutem Botaniki PAN w Krakowie. W 1991 roku przeszła na emeryturę.

## Działalność naukowa
Prowadziła badania nad systematyką i rozmieszczeniem w Polsce taksonów rodzaju głóg (Crataegus) oraz rzadkich i chronionych krzewów, m.in. wisienki stepowej (Cerasus fruticosa (Pall.) Woronow) czy kłokoczki południowej (Staphylea pinnata L.). Opublikowała ponad 100 prac dotyczących zagadnień taksonomicznych, ekologii i chorologii gatunków flory Polski. Do najważniejszych należą opracowane do „Atlasu rozmieszczenia drzew i krzewów w Polsce” (1963–1978) teksty oraz mapy rozmieszczenia kilkudziesięciu gatunków, za co otrzymała nagrodę Sekretarza Polskiej Akademii Nauk. Uczestniczyła w tworzeniu międzynarodowego opracowania „Atlas Florae Europeae” (1973, 1976). Współtworzyła serię „Flora Polski. Rośliny naczyniowe” jako autorka rozdziałów w kilku jej częściach (1985, 1992) oraz „Polską czerwoną księgę roślin” (2001).
Nazwy taksonów roślin jej autorstwa oznaczane są skrótem Gost.-Jak., np. Crataegus monogyna f. szaferi Gost.-Jak., Roczn. Dendrol. 31: 11, nom. nov (1978).
Członkini zwyczajna Polskiego Towarzystwa Botanicznego.

## Wybrane publikacje
- Maria Gostyńska-Jakuszewska, Crataegus macrocarpa Hegetschw., nowy dla Polski gatunek głogu, „Rocznik dendrologiczny”, 24, 1970. Brak numerów stron w czasopiśmie
- Maria Gostyńska-Jakuszewska, Studia nad systematyką, rozmieszczeniem i zmiennością głogów występujących w Polsce. 3, Rozmieszczenie geograficzne głogów w Polsce, „Rocznik dendrologiczny”, 33, 1980. Brak numerów stron w czasopiśmie
- Maria Gostyńska-Jakuszewska, Aristolochiaceae, Berberidaceae, Nymphaeaceae, Ceratophyllaceae, Adonis, [w:] Adam Jasiewicz (red.), Flora Polski. Rośliny naczyniowe: Dwuliścienne Wolnopłatkowe - dwuokwiatowe, wyd. II, tom IV, cz. I, Warszawa – Kraków: Państwowe Wydawnictwo Naukowe, 1985, ISBN 83-01-05853-6. Brak numerów stron w książce